# Global Management Challenge
Global Management Challenge (GMC) es una competición de estrategia y gestión empresarial en la que participan estudiantes universitarios, emprendedores y trabajadores de empresas. Los participantes forman equipos de 3 a 4 miembros que son ubicados en grupos de hasta ocho equipos, en función de la ronda de competición. Al inicio de cada ronda los equipos reciben una empresa virtual que deben gestionar, inicialmente esta empresa es igual para todos los equipos. 
En la competición los equipos deben implantar su estrategia empresarial sobre la base de la toma de una serie de decisiones numéricas relativas a todos los aspectos de la empresa, tales como el presupuestos de marketing, cantidades a producir o el método de financiación de la empresa. La implantación de la estrategia se realiza en cinco tomas de decisiones, lo que equivale a cinco trimestres.
Las decisiones introducidas en la hoja de decisiones se ejecutan en un sofisticado programa de simulación que devuelve a los equipos reportes de gestión con información en profundidad sobre las consecuencias de sus decisiones en la empresa. Los resultados dependerán de la decisión del equipo, las decisiones del resto de equipos en el grupo y de las circunstancias del mercado.
La competición se divide en rondas, habitualmente 3 rondas a nivel nacional y dos a nivel internacional. El número de rondas nacionales puede variar entre los distintos países en función del número de participantes. 

## Historia
La competición nació en 1980 en Portugal, creada por la empresa SDG – Simuladores e Modelos de Gestão – junto al periódico Expresso. El modelo informático de la simulación que había sido diseñado por  Edit 515 Limited en Escocia a principios de los años 70, ha ido evolucionado para reflejar de forma fiable las condiciones de los mercados actuales.
Después de más de 30 años de desarrollo, Global Management Challenge es la mayor competición de estrategia empresarial del mundo, en la que han participado más de 500.000 estudiantes universitarios, emprendedores y profesionales desde 1980.
Treinta y tres países participan en la competición: Alemania, Angola, Australia, Bélgica, Bielorrusia, Brasil, Cabo Verde, Camerún,  Canadá, China, Costa de Marfil, Dinamarca, Emiratos Árabes Unidos, Eslovaquia, España , Estados Unidos, Estonia, Francia, Ghana, Grecia, Hong Kong, Italia, Letonia, México, Mozambique, Panamá, Polonia, Portugal, Catar, República Checa, Rumanía, Rusia, Turquía, Ucrania.
Anualmente, cada país organiza su propia competición nacional participando en su idioma, los equipos ganadores en las finales nacionales se encuentran en la fase internacional de la competición con el objetivo de conseguir el título de campeón internacional.

## Finales Internacionales
Anualmente se celebra la Final Internacional de Global Management Challenge,  en la que los equipos campeones de los países participantes compiten con el objetivo de alzar el título de Campeón Internacional.  La Final Internacional consta de dos rondas, una primera eliminatoria en la que los países se distribuyen aleatoriamente en grupos,  y una segunda en la que compiten los ocho mejores.
En el año de lanzamiento de la competición 1980, únicamente participaron equipos portugueses, los dos años siguientes el ganador se decidió en una final entre Brasil y Portugal. A partir de 1983 el país campeón internacional se ha decidido en una final internacional albergada en uno de los países participantes. A continuación se muestra la lista de ganadores:
| Edición                                                   | Campeón                     | Segundo puesto              | Tercer puesto               | Número Países               | Anfitrión                          |
| Global Management Challenge                               | Global Management Challenge | Global Management Challenge | Global Management Challenge | Global Management Challenge | Global Management Challenge        |
| --------------------------------------------------------- | --------------------------- | --------------------------- | --------------------------- | --------------------------- | ---------------------------------- |
| 2024-2025                                                 |                             |                             |                             |                             | Macao - Macao                      |
| 2023-2024                                                 | China [7]                   | India                       | Macao                       | 14                          | India - Delhi                      |
| 2022-2023                                                 | China [6]                   | Rusia                       | Angola                      | 14                          | Angola - Luanda                    |
| 2021-2022                                                 | Georgia [1]                 | China                       | India                       | 15                          | España - Santiago de Compostela    |
| 2020-2021                                                 | Portugal [9]                | China                       | India                       | 20                          | Rusia - Nizhni Nóvgorod            |
| 2019-2020                                                 | Macao [3]                   | República Checa             | Polonia                     | 16                          | Portugal - Online (40 Aniversario) |
| 2018-2019                                                 | Rusia [6]                   | Portugal                    | Costa de Marfil             | 20                          | Rusia - Ekaterimburgo              |
| 2017-2018                                                 | República Checa [3]         | China                       | Macao                       | 21                          | Emiratos Árabes Unidos - Dubái     |
| 2016-2017                                                 | Macao [2]                   | Rusia                       | China                       | 24                          | Catar - Doha                       |
| 2015-2016                                                 | Rusia [5]                   | China                       | Brasil                      | 25                          | Macao - Macao                      |
| 2014-2015                                                 | Rusia [4]                   | Macao                       | Ucrania                     | 24                          | República Checa - Praga            |
| 2013-2014                                                 | Rusia [3]                   | China                       | Eslovaquia                  | 24                          | Rusia - Sochi                      |
| 2012-2013                                                 | Ucrania [2]                 | Polonia                     | China                       | 25                          | Rumanía - Bucarest                 |
| 2011-2012                                                 | Rusia [2]                   | Polonia                     | Ucrania                     | 25                          | Ucrania - Kiev                     |
| 2010-2011                                                 | Eslovaquia [1]              | Macao                       | República Checa             | 25                          | Macao - Macao                      |
| 2009-2010                                                 | Ucrania [1]                 | Finlandia                   | Rusia                       | 25                          | Rusia - Khanty-Mansiysk            |
| 2008-2009                                                 | Rusia [1]                   | Polonia                     | Finlandia                   | 30                          | Portugal - Lisboa                  |
| 2007-2008                                                 | Macao [1]                   | China                       | Hong Kong                   | 25                          | Rumanía - Bucarest                 |
| 2006-2007                                                 | República Checa [2]         | Polonia                     | China                       | 24                          | Macao - Macao                      |
| 2005-2006                                                 | China [5]                   | Polonia                     | España                      | 19                          | Polonia - Varsovia                 |
| Gestão Global / Global Management Challenge / Euromanager |                             |                             |                             |                             |                                    |
| 2004-2005                                                 | Polonia [1]                 | Francia                     | Macao                       | 16                          | Portugal - Lisboa                  |
| 2003-2004                                                 | China [4]                   | Francia                     | República Checa             | 15                          | Portugal - Madeira                 |
| 2002-2003                                                 | China [3]                   |                             |                             | 11                          | Macao - Macao                      |
| 2001-2002                                                 | República Checa [1]         |                             |                             | 11                          | Francia - París                    |
| 2000-2001                                                 | China [2]                   |                             |                             | 10                          | Portugal                           |
| 1999-2000                                                 | China [1]                   |                             |                             | 9                           | Portugal                           |
| 1998-1999                                                 | Portugal [8]                |                             |                             | 9                           | Portugal                           |
| 1997-1998                                                 | Brasil [1]                  |                             |                             | 7                           | Portugal                           |
| 1996-1997                                                 | Francia [1]                 |                             |                             | 8                           | Portugal                           |
| 1995-1996                                                 | España [4]                  |                             |                             | 7                           | Portugal                           |
| 1994-1995                                                 | Portugal [7]                |                             |                             | 5                           | Portugal                           |
| 1993-1994                                                 | Portugal [6]                |                             |                             | 5                           | Portugal                           |
| 1992-1993                                                 | España [3]                  |                             |                             | 4                           | Portugal                           |
| 1991-1992                                                 | Portugal [5]                |                             |                             | 5                           | Portugal                           |
| 1990-1991                                                 | Reino Unido [2]             |                             |                             | 7                           | Portugal                           |
| 1989-1990                                                 | Portugal [4]                |                             |                             | 7                           | Portugal                           |
| 1988-1989                                                 | España [2]                  |                             |                             | 7                           | Portugal                           |
| 1987-1988                                                 | Reino Unido [1]             |                             |                             | 8                           | Portugal                           |
| 1986-1987                                                 | España [1]                  |                             |                             | 5                           | Portugal                           |
| 1985-1986                                                 | Portugal [3]                |                             |                             | 6                           | Portugal                           |
| 1984-1985                                                 | Portugal [2]                |                             |                             | 5                           | Portugal                           |
| 1983-1984                                                 | Portugal [1]                |                             |                             | 3                           | Portugal                           |
| Gestão Global                                             |                             |                             |                             |                             |                                    |
| 1982-1983                                                 | Portugal                    |                             |                             | 2                           | Brasil                             |
| 1981-1982                                                 | Brasil                      |                             |                             | 2                           | Portugal                           |
| 1980-1981                                                 | Portugal                    |                             |                             | 1                           | Portugal                           |

## Campeones Internacionales
| Rank | País            | Títulos |
| ---- | --------------- | ------- |
| 1    | Portugal        | 9       |
| 2    | China           | 7       |
| 3    | Rusia           | 6       |
| 4    | España          | 4       |
| 5    | República Checa | 3       |
| 5    | Macao           | 3       |
| 7    | Reino Unido     | 2       |
| 7    | Ucrania         | 2       |
| 9    | Francia         | 1       |
| 9    | Polonia         | 1       |
| 9    | Brasil          | 1       |
| 9    | Eslovaquia      | 1       |
| 9    | Georgia         | 1       |